# Rock Antenne Österreich
Rock Antenne Österreich ist ein privater Rocksender für Österreich und Teil des deutschen Rock Antenne Netzwerks. Dabei hat die Rock Antenne GmbH & Co. KG eine 75-prozentige, die Telefon & Buch Verlagsgesellschaft mbH eine 20-prozentige und die DBV Beteiligungs GmbH & Co. KG eine 5-prozentige Beteiligung an dem Hörfunkunternehmen.

## Programm
Rock Antenne Österreich spielt schwerpunktmäßig Musik der Bereiche Classic Rock, Hard Rock und Modern Rock. Der Sender ist dem AOR-Format zuzuordnen und spricht als Zielgruppe die 25- bis 49-Jährigen an.
Rock Antenne Österreich sendet Interviews, Konzertnews, Neuvorstellungen, Comedy, Album- und Kinotipps. Einzigartig informiert der Sender seine Hörern in den Nachrichten neben den Meldungen aus Österreich und der Welt auch mit Musiknews.
Außerdem werden in der Rubrik „Made in Austria“ lokale Bands und Künstler vorgestellt.
Neben dem klassischen Radioprogramm bietet Rock Antenne Österreich Themenstreams an.
Hier die Streams im Überblick:
- Alternative Stream
- Heavy Metal Stream
- Classic Perlen Stream
- Deutsch Rock Stream

Alle Angebote sind über die gängigen Empfangswege verfügbar.

## Geschichte
Seit 2018 ist Rock Antenne Österreich über DAB+ in Wien und seit Mitte 2019 österreichweit empfangbar. Seit 5. Dezember 2022 sendet Rock Antenne Österreich mit eigenem Standort österreichweit über DAB+ und im Großraum Wien mit der UKW-Frequenz 104,6 MHz. Seit 22. April 2025 ist Rock Antenne Österreich auch auf der UKW-Frequenz 101,6 MHz in Wien verfügbar.

## Sendungen und Moderatoren
(Quelle: )
Rock Antenne Österreich Frühschicht (Montag bis Freitag von 5 bis 10 Uhr) mit Morning-Man Andi Kaspar
Der Homerun (Montag bis Freitag 15 bis 20 Uhr) mit Manuel Gärtner
Abend Specials (abends ab 20 Uhr) Der Metal Monday, Classic Perlen am Dienstag, Die Neueinsteiger Show am Mittwoch, Best of Ballads am Donnerstag und Addicted to Rock am Freitag mit Niki Fuchs
Die Weekendshow (Samstag von 8 bis 13 Uhr)
Tuff Stuff – die Heavy Metal Kult-Show (Samstag 23 bis 1 Uhr) Thomas „Metal“ Moser

## Weitere Shows
(Quelle: )
Der Rock Antenne Radiobrunch mit Doro Pesch (immer am ersten Sonntag im Monat von 10 bis 12 Uhr)
Die Rockstar-Radioshow mit Roman Gregory (immer am zweiten Sonntag im Monat von 10 bis 12 Uhr)
Die Sonntags-Soundtracks mit Henning Wehland (am vierten Sonntag im Monat von 10 bis 12 Uhr)
Rockcast 114, die Rock Antenne Late Night Show mit Nils und Dubi von Serum 114 (mittwochs 0 bis 1 Uhr)